# 포르멜로
포르멜로(Formello)는 이탈리아 라치오주 로마현에 위치한 코무네다.
이탈리아 축구팀 SS 라치오의 축구 훈련 장소가 이곳에 있다.

## 역사
이 지역은 선사 시대부터 정착되었다. 이탈리아 코무네로서 여기에는 포르멜로 남쪽의 이솔라 파르네세 마을 북쪽에 한동안 로마와 경쟁했던 강력한 옛 에트루리아 도시 베이와 관련된 고고학 유적지가 포함되어 있다. 이 지역의 정착은 기원전 396년 베이(Veii)가 파괴된 이후 쇠퇴했다.
서기 780년경 이 지역에 평화로운 조건이 다시 확립되자 교황 아드리안 1세는 파르파 수도원의 세력과 대조적으로 이 영토의 일부를 이루는 거대한 영지인 도무스쿨타 카프라코룸(Domusculta Capracorum)을 세웠으나 사라센의 공격으로 파괴되었다. 9세기. 도무스의 영토에는 1027년에 처음 언급된 정착지가 개발된 포르멜룸(Formellum) 안저가 포함되었다.
11세기에 이곳은 산파올로 푸오리 레 무라 대성전(San Paolo fuori le Mura)의 소유였으며 같은 시기에 요새화되었을 것으로 추정한다. 1279년에 오르시니 가문의 영지가 되었고, 오르시니 가문은 1661년에 치기 가문에 매각했다.